# Aldo Forbice
Aldo Agatino Forbice (Catania, 23 settembre 1940 – Roma, 24 maggio 2021) è stato un conduttore radiofonico e giornalista italiano.
È particolarmente noto per essere stato dal 1994 al 2012 il conduttore della trasmissione radiofonica Zapping.

## Biografia
Iscritto all'ordine dei giornalisti dal 1965, Forbice ha scritto per l'Avanti! (allora organo ufficiale del PSI), per poi entrare in RAI nel 1969. Un anno dopo collabora con Turno C, trasmissione del Programma Nazionale dedicata al mondo del lavoro; successivamente fu vicedirettore del GR3, capo redattore del TG1, nonché autore e coordinatore di programmi per Rai 2. Ha collaborato con Il Mattino di Napoli, Il Messaggero, Quotidiano Nazionale - Il Resto del Carlino e con Il Mondo.
Dal 1994 al 2012 ha condotto su Radio1 il programma Zapping, nato da un'idea di Livio Zanetti e Alberto Severi, per i primi mesi condotto da Giancarlo Santalmassi, allora vicedirettore del GR. Negli anni 2000 fu fatto oggetto di critiche e attacchi dagli ambienti vicini al centrosinistra e successivamente di seguaci del comico Beppe Grillo, che lo accusarono di partigianeria e contiguità con il centrodestra guidato da Silvio Berlusconi, criticando altresì il suo stile di conduzione, incline ad esternazioni ruvide e polemiche verso determinati accadimenti o persone A titolo d'esempio, nel maggio 2006, intervenendo a Zapping, il senatore Furio Colombo lo accusò apertamente di aver «passato cinque anni a svillaneggiare in diretta chiunque osasse mostrarsi anche cautamente ostile a Silvio Berlusconi e ai suoi associati»; Forbice definì l'affermazione calunniosa, professandosi elettore della Rosa nel pugno e rivendicando la propria indipendenza e autonomia editoriale. Un anno dopo la scrittrice e giornalista Lidia Ravera abbandonò il ruolo di opinionista presso Zapping dicendosi negativamente colpita da un'aggressione verbale rivolta da Forbice ad un'ascoltatrice che era intervenuta in diretta radiofonica.
Nella trasmissione del 27 giugno 2012 Forbice annunciò che, con decorrenza 1º luglio, avrebbe lasciato per almeno due mesi la conduzione di Zapping, facendo intendere che si trattava di una scelta dalla direzione RAI da lui non condivisa. L'addio, di fatto, fu definitivo: il programma fu infatti stabilmente affidato al giornalista Giancarlo Loquenzi.
Forbice è stato l'ideatore e direttore della manifestazione "Umanitaria", dedicata all'affermazione dei diritti civili, e a problematiche particolari quali la violenza sui bambini, la tortura, la pena di morte, la fame nel mondo, il traffico di armi, le violenze sulle donne, i genocidi e altri temi, sui quali portò avanti nel tempo varie campagne specifiche di sensibilizzazione.
Alle elezioni comunali a Roma del 2016 si candidò nella lista Una Rosa per Roma - Laici Civici Socialisti (PSI) a sostegno del candidato sindaco del centro-sinistra Roberto Giachetti.
Aldo Forbice è morto la mattina del 24 maggio 2021 a Roma all’età di 80 anni.
Era sposato e aveva due figlie.

## Premi
Fra i premi ricevuti, nel 1998 la Targa di Amnesty International per la campagna sull'istituzione del Tribunale penale internazionale e il premio Guidarello per la sezione "radio" del giornalismo d'autore, il 34º Premio Saint Vincent dell'Ordine dei Giornalisti e il premio Echo dell'Unione europea; inoltre, è stato insignito del premio internazionale del teatro popolare, Il Giogo, del 2001, del Premio Scanno nel 2002 e ha ricevuto un riconoscimento fuori concorso al premio Rea di Empoli nel 2003 e, sempre lo stesso anno, il premio intitolato a Franco Franchi per professionisti di origine siciliana. Nel 2004 ha ricevuto il premio di giornalismo dedicato a Indro Montanelli. Nel 2006 è stato tra i finalisti del premio di poesia Circe a Sabaudia. Nel 2007 ha vinto il premio internazionale di giornalismo Ischia.
Il 9 dicembre 2008 è stato consegnato a Zapping il premio Media Awards come "miglior programma giornalistico radiofonico dell'anno"; nella serata il professor Giuliano Urbani, in rappresentanza dei dirigenti della Rai Petruccioli e Claudio Cappon ha dichiarato: "la Rai è orgogliosa di questo prodotto radiofonico che rappresenta il vero servizio pubblico....".
È stato inoltre insignito nel 2005 dal Presidente della Repubblica Carlo Azeglio Ciampi del titolo di commendatore della Repubblica.

## Critiche e controversie
Aldo Forbice è stato al centro di alcune polemiche a seguito di sue esternazioni ed episodi avvenuti nel corso delle trasmissioni da lui condotte.

### Polemiche contro Roberto Benigni
Forbice si espresse più volte in modo molto critico nei confronti dell'attore e regista Roberto Benigni: tra le varie considerazioni, definì a più riprese gli Oscar da lui vinti per La vita è bella "un errore".

### Crisi israelo-palestinese
In una puntata di Zapping del maggio 2004, Forbice diede la notizia che a Gaza stava avvenendo un "massacro di israeliani"; ad una radioascoltatrice intervenuta telefonicamente per chiedergli conto anche delle vittime palestinesi, egli replicò:
«Ognuno dà le notizie come gli pare, per l'informazione ci sono i telegiornali. Se volete tutta l'informazione, ascoltate quelli.»
ed interruppe il collegamento.

### Legge elettorale
Nel corso di una puntata del settembre 2005, discutendo con un ascoltatore intervenuto sul tema della eventuale modifica della legge elettorale (poi avvenuta nel dicembre 2005 con la legge nº 270, il cosiddetto Porcellum), il quale aveva bollato come inaccettabile una modifica alla legge elettorale a pochi mesi dal voto, Forbice replicò come fosse normale promulgare le leggi elettorali negli ultimi mesi della legislatura. Ne scaturì un diverbio sull'accettabilità o meno di una simile prassi, con il conduttore che alla fine chiuse la telefonata puntualizzando "è normale, dunque è anche accettabile".

### Editto bulgaro
Nel marzo 2006, in un momento di una puntata dedicata al cosiddetto "editto bulgaro" dell'aprile 2002, e alla controversia sul reintegro alla RAI dei giornalisti Enzo Biagi e Michele Santoro e dell'autore satirico Daniele Luttazzi, un ascoltatore intervenne e, citando ad esempio le molte battaglie civili condotte nel corso del programma, suggerì a Forbice di avviare una raccolta di firme per la reintegrazione dei tre summenzionati personaggi. Il conduttore reagì chiudendo la telefonata con la frase:
«Questa è una trasmissione Rai. E in Rai di queste cose non si discute.»

### Lottizzazione della Rai
Nel maggio 2006, dopo il cambio di governo a seguito delle elezioni politiche, il senatore Furio Colombo intervenendo a Zapping tornò sul tema della lottizzazione della RAI, invitando L'Unione a non ripeterla, menzionando ad esempio lo stesso Forbice:
«[Anche chi] ...ha passato cinque anni a svillaneggiare in diretta chiunque osasse mostrarsi anche cautamente ostile a Silvio Berlusconi e ai suoi associati, resti al suo posto e nella sua trasmissione.»

### Polemica contro le iniziative di Beppe Grillo
Nel corso della puntata di Zapping del 29 aprile 2008, a seguito dell'intervento di un ascoltatore che si era qualificato come firmatario di un'iniziativa referendaria lanciata da Beppe Grillo al V-Day in piazza Santa Croce a Firenze, Forbice replicò evidenziando gli introiti realizzati dal comico genovese a seguito del suo ingresso nella scena politica italiana (segnatamente grazie alle visite al suo blog). Ne scaturì un'accesa discussione, durante la quale l'ascoltatore accusò i mezzi d'informazione di aver dato scarso spazio al V-Day; il conduttore reagì chiudendo la telefonata e definendo i partecipanti alla manifestazione "migliaia di allocchi che ancora stanno a sentire le cretinate di Grillo".

## Opere
- I piani economici regionali, a cura di, Roma, Società editoriale Nuove cronache italiane, 1969.
- La federazione CGIL, CISL, UIL fra storia e cronaca. Inchiesta sul movimento sindacale, Verona, Bertani, 1973.
- Il sindacato dei consigli, con Riccardo Chiaberge, Verona, Bertani, 1974.
- Austerità e democrazia operaia. Intervista a Giorgio Benvenuto, Milano, SugarCo, 1977.
- L'autunno caldo 10 anni dopo, a cura di, Roma, Lerici, 1979.
- Giacomo Brodolini dalla parte dei lavoratori, a cura di, Roma, Lerici, 1979.
- Scissioni sindacali e origini della UIL. Le vicende politiche e sindacali che portarono, nel 1948-50, alla formazione del pluralismo del movimento sindacale italiano, Roma, Lavoro italiano, 1981.
- La forza tranquilla. Bruno Buozzi, sindacalista riformista, Milano, Franco Angeli, 1984.
- Pensioni oggi e domani, con Giampiero Sestini, Milano, Franco Angeli, 1984.
- I bugiardi del fisco. Evasori e tartassati, con Giancarlo Fornari, Roma, Adnkronos libri, 1985.
- Robot, computer e «nuovi operai», a cura di, Milano, Franco Angeli, 1985.
- Sindacato e terzo polo, Milano, Franco Angeli, 1987.
- Sindacato «verde», con Gianfranco Amendola, Giorgio Benvenuto, Gianni Galbo, Marco Marrone, Ninzio Penna, Giuseppe Piccinini, Claudio Pirrò, Milano, Franco Angeli, 1987.
- Sciopero & scioperi, a cura di, Milano, Franco Angeli, 1988.
- Scuola: le riforme possibili, con G. Agostini, S. Aldisio, G. Allulli, G. Benvenuto, B. Bugli, F. Casati, L. Covatta, L. Fincato, S. Firpo, G. Fontanelli, G. Galloni, L. La Malfa, A. Margheri, Margiotta Umberto, C. Melchiorre, O. Pagliuca, L. Pecchioli, A. Platerotti, G. Satta, N. Savino, E. Serravalle, V. Zedda, Milano, Franco Angeli, 1988.
- Testimone scomodo. Walter Tobagi, scritti scelti, 1975-80, a cura di, Milano, Franco Angeli, 1989.
- Il polso della gente. Quattro anni di sondaggi, 1986-'89, Milano, Franco Angeli, 1990. ISBN 88-204-3654-X.
- Il sindacato nel dopoguerra. Scissioni della CGIL e nascita della UIL e della CISL, 1945-1953, Milano, Franco Angeli, 1990. ISBN 88-204-3883-6.
- Artisti, mercato & società. Con 22 interviste ai protagonisti dell'arte contemporanea: Achille Bonito Oliva, Attardi, Baj, Bentivoglio, Brindisi, Calabria, Cattaneo, Ceroli, Cordio, Cucchi, Dova, Gonzales, Greco, Guida, Mastroianni, Paternesi, Pomodoro, Schifano, Sughi, Turcato, Vaccarone, Vespignani, Firenze, Le Monnier, 1991. ISBN 88-00-85695-0.
- Sindacato e riformismo. Bruno Buozzi, scritti e discorsi, 1910-1943, a cura di, Milano, Franco Angeli, 1994. ISBN 88-204-8163-4.
- Matteotti, Buozzi, Colorni: perché vissero, perché vivono, a cura di, Milano, Franco Angeli, 1996. ISBN 88-204-8735-7.
- Sisifo, ovvero Zapping, Udine, Campanotto, 1997.
- Intervista al Duemila, Roma, RAI-ERI, 1998. ISBN 88-397-1018-3.
- Tutti gli uomini della rete, Roma, Sossella, 2000. ISBN 88-87995-10-9.
- Ondate di rabbia e di paura. La voce dei poeti dopo l'11 settembre, Roma, Pagine-Rai Eri, 2002. ISBN 88-397-1227-5.
- I signori della morte, Milano, Sperling & Kupfer, 2002. ISBN 88-200-3163-9.
- 37 poesie d'amore e di morte, Milano, Libri Scheiwiller, 2004. ISBN 88-7644-391-6.
- L'amore, la guerra. Parlano i poeti dopo i conflitti in Afghanistan, in Iraq sul terrorismo e la tutela dei diritti umani, a cura di, Roma-Empoli, Rai-Eri-Ibiskos, 2004. ISBN 88-7841-031-4.
- Orrori, Milano, Sperling & Kupfer, 2004. ISBN 88-200-3646-0.
- I bambini e la guerra. Immagini e riflessioni sul secondo conflitto mondiale e sulle guerre di oggi, con Ezio Costanzo, Catania-Roma, Le nove Muse-Rai Eri, 2005. ISBN 88-397-1358-1.
- La coda del coccodrillo, Milano, Libri Scheiwiller, 2005. ISBN 88-7644-474-2.
- Silone, con Sergio Zavoli, Empoli, Ibiskos, 2006. ISBN 88-7841-185-X.
- La grande ombra, Caltanissetta-Roma, Sciascia, 2006. ISBN 88-8241-217-2.
- Silone, la libertà. Un intellettuale scomodo contro tutti i totalitarismi, Milano, Guerini e associati, 2007. ISBN 978-88-8335-879-1.
- Assassini di Stato. La pena di morte nel mondo dopo la moratoria universale sulle esecuzioni capitali decisa dalle Nazioni Unite, Milano, Garzanti, 2009. ISBN 978-88-11-60081-7, Premio Nazionale Rhegium Julii di Giornalismo[34].
- I Faraoni. Come le mille caste del potere pubblico stanno dissanguando l'Italia, con Giancarlo Mazzuca, Casale Monferrato, Piemme, 2009. ISBN 978-88-566-0017-9.
- Puliamo il futuro. Viaggio attraverso i comportamenti ambientali degli italiani, Milano, Guerini, 2010. ISBN 978-88-6250-135-4.
- Silenzi opprimenti, Teramo, Edizioni Banca di Teramo, 2010.
- Solo buchi in un barattolo, Empoli, Ibiskos, 2011. ISBN 978-88-7841-650-5.
- Io, ingegner terrone. Vita controcorrente di un imprenditore del Sud, Milano, log, 2013. ISBN 978-88-98072-04-0.
- La vita, nonostante, Bagno a Ripoli, Passigli, 2013. ISBN 978-88-368-1360-5.